# Lars Asplund (datavetare)
Lars Asplund, född 17 maj 1949 i Helsingborg och uppväxt i Grängesberg, är en svensk datavetare specialiserad på robotik. Han studerade vid Uppsala universitet och disputerade 1977 i fysik hos Kai Siegbahn. 2001 blev han professor i datavetenskap vid Mälardalens högskola i Västerås.
Asplund medverkade i skapandet av Robotdalen och ett civilingenjörsprogram i robotik vid Mälardalens högskola.